# Adem-Jashari-Stadion
Das Adem-Jashari-Stadion (albanisch Stadiumi Olimpik Adem Jashari) bzw. Trepça-Stadion (albanisch Stadiumi i Trepçës, serbisch Стадион Трепча Stadion Trepča) ist ein Fußballstadion mit Leichtathletikanlage in der kosovarischen Stadt Mitrovica. Es wird vor allem für Fußballspiele genutzt und bietet 28.500 Zuschauern Platz.
Das Stadion wurde nach dem ehemaligen Industriekombinat bzw. dem Bergwerk Trepča nordöstlich der Stadt benannt. Von seiner Erbauung nach dem Zweiten Weltkrieg bis Ende der 1990er Jahre ist es das Heimstadion von KF Trepça. Seitdem wird das Stadion zum Teil von der albanischen Bevölkerung als Stadiumi Olympik Adem Jashari bezeichnet, von der serbischen bzw. nicht-albanischen Bevölkerung weiterhin Trepča-Stadion. Aufgrund dieser politischen Situation ist der FK Trepča gezwungen, seine Heimspiele im benachbarten Zvečan, einer serbisch dominierte Gemeinde, auszutragen.

## Geschichte
Das Trepča-Stadion wurde nach dem Zweiten Weltkrieg als Spielstätte für den FK Trepča gebaut. Das Stadion hatte in den späten 1970er Jahren während der Zeit des sozialistischen Jugoslawiens seine Blütezeit. Eine Saison lang empfing es die besten Vereine der ersten jugoslawischen Liga. 1978 war es auch Spielstätte um den Einzug ins jugoslawische Pokalfinale, welches Trepča überraschend auch erreichte, da es eher zu den kleineren Klubs im Land gehörte. 1979 war es auch Spielort eines Qualifikations-Spiels für die Europameisterschaft 1980, wo die jugoslawische Fußballnationalmannschaft Rumänien vor etwa 35.000 Zuschauern mit 2:1 besiegte.
Der FK Trepča trug seine Heimspiele im Stadion bis Ende der 1990er Jahre aus. Mit dem Ende des Kosovokriegs 1999 wurde die Stadt in einen Südteil mit kosovo-albanischer und einen Nordteil mit serbischer Bevölkerung aufgeteilt. Während des Krieges flohen zahlreiche Serben und Nicht-Albaner in den Nordteil der Stadt bzw. wurden vertrieben. Es folgten am 17. März 2004 die landesweiten pogromartigen März-Ausschreitungen gegen die serbische bzw. nicht-albanische Bevölkerung von Seiten extremistischer Albaner, was die Teilung der Bevölkerungsstruktur der Stadt verstärkte.
Das Trepča-Stadion befand sich nun in einem von Albanern dominierten Stadtteil. Somit war es der serbischen Mannschaft, dem FK Trepča, nicht mehr möglich, seine Spiele im Heimstadion auszutragen. Im selben Jahr gründeten die Albaner der Stadt den KF Trepça, der sich praktisch das Trepča-Stadion aneignete und ihm später einen albanischen Namen gab.
Das Trepča-Stadion wird daher von einem Teil der albanischen Bevölkerung als Stadiumi Olympik Adem Jashari bezeichnet, benannt nach Adem Jashari, einem Mitbegründer sowie zeitweiligen Anführer der paramilitärische Rebellenorganisation UÇK, während es von der restlichen bzw. nicht-albanischen Bevölkerung weiterhin Trepča-Stadion genannt wird. Aufgrund dieser anhaltenden schwierigen politischen Situation ist der FK Trepča gezwungen, seine Heimspiele bis auf Weiteres im benachbarten, 3500 Zuschauer fassenden Stadion von Zvečan auszutragen, eine von Serben bewohnte Gemeinde.
Am 13. Januar 2014 erlaubte ein Dringlichkeitskomitee der FIFA dem Kosovo, Freundschaftsspiele gegen FIFA-Mitgliedsverbände zu bestreiten. Das Hissen der Nationalflagge, die Nationalhymne sowie Trikots mit dem Nationalabzeichen waren allerdings untersagt. Das erste Länderspiel der kosovarischen Fußballnationalmannschaft, nach der Erlaubnis der FIFA, fand am 5. März 2014 in Mitrovica gegen Haiti statt. Das Spiel endete vor 15.000 Zuschauern mit einem torlosen Unentschieden. Das Spiel wurde von den Medien als historisch bezeichnet. Im Mai 2016 wurde der Kosovo in die FIFA und die UEFA aufgenommen. Am 3. Juni 2016 feierten die Kosovaren vor 7000 Zuschauern den ersten Sieg im ersten offiziellen Länderspiel gegen die Färöer mit 2:0 im Frankfurter Volksbank-Stadion. Das erste Tor erzielte Albert Bunjaku.
Die kosovarische Fußballnationalmannschaft kann künftig ihre Heimspiele im Adem-Jashari-Stadion und im Fadil-Vokrri-Stadion in Pristina austragen. Die UEFA genehmigte die Nutzung der Spielstätten. Zuvor musste die Mannschaft im Loro-Boriçi-Stadion in der albanischen Stadt Shkodra antreten. 2019 entschied sich die UEFA die Lizenz des Stadions aufzuheben, da es nicht mehr die FIFA- und UEFA-Anforderungen erfüllt. Im Mai 2020 bestätigte jedoch der kosovarische Fußballverband, dass das Stadion umgebaut wird und wieder die Vorgaben der FIFA und UEFA erfüllen soll.

## Internationale Spiele
| Nr.                     | Datum                   | Wettbewerb / Anlass                                     | Gegner                  | Ergebnis                |                         |                         |
| Jugoslawien (1946–1992) | Jugoslawien (1946–1992) | Jugoslawien (1946–1992)                                 | Jugoslawien (1946–1992) | Jugoslawien (1946–1992) | Jugoslawien (1946–1992) | Jugoslawien (1946–1992) |
| ----------------------- | ----------------------- | ------------------------------------------------------- | ----------------------- | ----------------------- | ----------------------- | ----------------------- |
| 1.                      | 31. Okt. 1979           | Qualifikation zur Fußball-Europameisterschaft 1980      | Rumänien                | 2:1                     |                         |                         |
| Kosovo (seit 2008)      |                         |                                                         |                         |                         |                         |                         |
| –                       | 05. Mär. 2014           | Inoffizielles Freundschaftsspiel                        | Haiti                   | 0:0                     |                         |                         |
| –                       | 21. Mai 2014            | Inoffizielles Freundschaftsspiel                        | Türkei                  | 1:6                     |                         |                         |
| 1.                      | 13. Nov. 2017           | Freundschaftsspiel                                      | Lettland                | 4:3                     |                         |                         |
| 2.                      | 14. Nov. 2017           | Qualifikation zur U-21-Fußball-Europameisterschaft 2019 | Israel                  | 0:4                     |                         |                         |
| 3.                      | 27. Mär. 2018           | Qualifikation zur U-21-Fußball-Europameisterschaft 2019 | Deutschland             | 0:0                     |                         |                         |